# Le Champ des oubliés
Pour plus de détails, voir Fiche technique et Distribution.
Le Champ des oubliés est un film de fiction togolais réalisé par le cinéaste Roger Komlan Gbekou. Le projet a d’abord vu le jour sous la forme d’un court métrage en 2019, qui a remporté trois distinctions au festival Clap Ivoire : Meilleur scénario (Canal+), Meilleur son (A+) et Meilleure fiction (UEMOA),,. Fort de ce succès, Roger Gbekou a développé une version long-métrage d’une durée d’environ 122 minutes, sortie en 2022. Tourné entre le Togo, le Ghana et l’Allemagne, le film délivre un message fort à destination de la jeunesse togolaise et africaine, l’incitant à croire au potentiel de son continent plutôt que de céder à l’illusion d’un avenir meilleur ailleurs,,. 

## Synopsis
Le protagoniste, Mawunyo, un jeune villageois, est témoin des difficultés vécues par les Africains qui émigrent vers l’Europe, séduits par un rêve d’eldorado. Conscient du potentiel inexploité de son pays, Mawunyo élabore un projet visant à encourager les jeunes à s’investir localement. Toutefois, il se trouve lui-même confronté à ses propres doutes et à la tentation de l’exil,. 

## Fiche technique
- Titre : Le Champ des oubliés[10]
- Réalisation: Roger K. Gbekou[11]
- Scénariste: Kossi Avisse
- Société de production : Avisk World Studio
- Montage: Aymar Konou
- Langue : Français
- Genre : Fiction
- Type : Long métrage[5]
- Durée : 122 minutes
- Année de production : 2022
- Budget : environ 166 millions de francs CFA[12]

## Distinctions
- Festival Clap Ivoire 2019 (court-métrage) :
  - Prix du Meilleur scénario (Canal+)[13]
  - Prix du Meilleur son (A+)
  - Prix de la Meilleure fiction (UEMOA)

- Version long-métrage :
  - Projection en tant qu’invité d’honneur lors de la Semaine de l’Amérique latine et des Caraïbes à l’UNESCO (Paris), le 4 juin 2024[2]
  - Premier film togolais diffusé à bord de Brussels Airlines[1],[14]